# Wang Hao (jucător de tenis de masă)
Wang Hao (n. 15 decembrie 1983, Changchun, Republica Populară Chineză) este un jucător de tenis de masă ce a reprezentat Republica Populară Chineză, medaliat olimpic. A participat la 3 ediții ale Jocurilor Olimpice (2004, 2008, 2012) în care a câștigat două medalii de aur și 3 medalii de argint.